# American McGee
American James McGee (Dallas, 13 dicembre 1972) è un autore di videogiochi e informatico statunitense.

## Biografia
(McGee)
American nacque a Dallas il 13 dicembre 1972. Fu cresciuto da una madre single con un passato da hippy, che lavorava come imbianchina.
Sin da bambino dimostrò di avere una vivida immaginazione, al punto che persino a scuola parlava ai suoi amici immaginari. Si fermava di colpo mentre camminava, per disegnare una porta nell’aria, che avrebbe poi mimato di aprire e oltrepassare per andare nei suoi luoghi immaginari.
Era un genio nella matematica e nella scienza e ben presto si interessò alla programmazione. 
Grazie a queste sue abilità venne in seguito ammesso in una scuola superiore con classi avanzate in informatica.
Ad 11 anni McGee ebbe il suo primo computer grazie allo zio, J.O. McGee, un venditore porta a porta di 
Timex Sinclair 1000. Ricevette proprio uno degli ultimi computer che lo zio non riuscì a vendere. Con esso ebbe le sue prime esperienze di programmazione con il codice BASIC.
All'età di 12 anni, la sua passione per l’informatica lo spinse a tentare di rubare un modem da un negozio locale. La madre incitò i poliziotti a portarlo in galera per dargli una lezione. Fu rilasciato poche ore dopo.
Il giorno del suo tredicesimo compleanno incontrò per la prima volta il padre biologico.
Arrivato a casa di sua sorella per festeggiare, vide il padre suonare la chitarra e bere birra. Finita la festa, McGee fu riaccompagnato a casa dal padre ubriaco.
Entrati in casa, il padre perse il controllo e attaccò verbalmente e fisicamente McGee, il quale lo convinse ad andare in un bar per ubriacarsi insieme, usando però macchine diverse. Il padre prese la propria auto mentre McGee, nonostante fosse minorenne, si mise alla guida della macchina della madre.
Dopo nemmeno 30 metri, il padre si schiantò contro un palo telefonico.
La madre in risposta all'accaduto disse che avrebbe chiamato la polizia per far arrestare il figlio, perché le aveva preso la macchina senza chiedere il permesso, ma non lo fece.
Negli anni seguenti, dopo aver convissuto con una serie di patrigni, la madre di American si fidanzò con una donna transgender.
Gli anni delle scuole superiori finirono presto. A 16 anni, di ritorno da scuola, trovò la casa senza mobili. Le uniche cose rimaste erano il suo letto, i suoi libri, i suoi vestiti e il suo commodore 64.
Sua madre aveva appena venduto la casa per pagare due biglietti aerei e l’acconto per l’operazione di cambio sesso della sua compagna.
Rimasto ormai solo, dovette lasciare la scuola per poter badare a se stesso, svolgendo una serie di lavori inusuali, tra cui lavapiatti, lucidatore di anelli in una gioielleria, commesso in un negozio di vinili, fino ad andare nel negozio di auto dello zio J.O. McGee, dove riparava Volkswagen. Finalmente aveva trovato un lavoro che lo soddisfaceva, dove guadagnava $6 all’ora.
Durante le pause compilava l’inventario e programmava applicazioni di tracciatura dei clienti per il negozio. Non era consapevole del suo vero talento, che gli fece notare un programmatore della American Airlines che entrò nel negozio dello zio.
Non molto tempo dopo, alla fine del 1992, incontrò John Carmack, fondatore di Id Software, mentre riparava un’auto.
Carmack lo descrisse come "scheletrico, fumatore incallito, con degli occhiali maculati ricoperti di grasso e una barba mal curata. Parlava a scatti e molto velocemente."
L’amicizia con Carmack crebbe grazie alle loro passioni in comune, ovvero le macchine e i computer. Non passò molto tempo che Carmack si accorse della bravura di McGee e gli propose di lavorare come tecnico di supporto presso la sua azienda.
Dopo poco strinse amicizia anche con John Romero e iniziò la sua ascesa nel mondo videoludico.
Dal 2006 vive a Shanghai ed è fidanzato ufficialmente con Yeni Zhang.

### Origine del nome
Il peculiare nome di McGee fu scelto dalla madre.
(McGee)

## Carriera

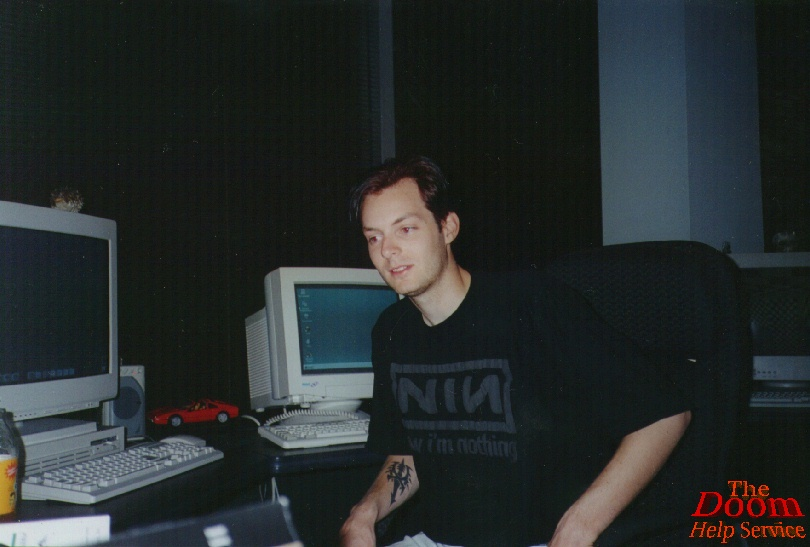
American McGee all'età di 23 anni fotografato da Ian Mapleson, Id Software, 6 ottobre 1995.

McGee iniziò la sua carriera in Id Software, dove venne assunto nel gennaio 1993 dopo la pubblicazione di Doom. Ne realizzò i due seguiti e lavorò ai primi due capitoli di Quake, occupandosi di level design, musiche, effetti sonori e codice di sviluppo. Nel gennaio 1997 lasciò il team di Carmack. 
Nel gennaio del 1998 si unì alla Electronic Arts, dove oltre a lavorare per una grande varietà di videogiochi, realizzò a proprio nome una rilettura grottesca della favola di Alice nel Paese delle Meraviglie intitolata American McGee's Alice, sfruttando lo stesso motore grafico di Quake III Arena e con colonna sonora di Chris Vrenna, ex membro dei Nine Inch Nails. Questo fu il suo primo titolo di successo. Nel 2002 lasciò Electronic Arts.
McGee iniziò a viaggiare sempre più spesso a Hong Kong, in quanto aveva una relazione con una ragazza del luogo. Decise di cercare opportunità lavorative in Cina, fino a quando l’occasione si presentò: la realizzazione di un nuovo gioco. 
(McGee)
Nel 2002 fondò The Mauretania Import Export Company, dove oltre ad essere il fondatore era il creative director, lead designer, writer e game designer.
L’unico gioco che venne sviluppato nel 2006 fu appunto American McGee presents Bad Day in L.A., che ricevette aspre critiche e in generale non venne apprezzato dal mondo videoludico. L’azienda non produsse altri giochi, fino ad annunciare il 17 dicembre 2010 sul suo sito la dissoluzione dell’azienda e la cessione di tutti i diritti alla nuova azienda di McGee: Spicy Horse.

### Spicy Horse
La fondazione di Spicy Horse derivò dalla seconda opportunità offerta a McGee dopo il fallimento di Bad Day L.A..
GameTap, azienda di giochi online, offrì a McGee l’opportunità di fare un nuovo gioco, Grimm, ispirato alle storie tedesche sulle fate.
Quando gli venne fatta questa proposta, McGee era già tornato negli Stati Uniti per aiutare un suo amico, Ken Wong, ad aprire uno studio a Shanghai. 
McGee accettò la proposta di GameTap, che lo portò a lasciare tutto ciò che aveva in America per poter vivere e lavorare in Cina. 
(McGee)
I primi giorni vissuti a Hong Kong furono difficili, in particolare per le grandi differenze culturali, di pensiero e di comunicazione. I due anni precedenti in cui aveva viaggiato continuamente dalla Cina agli Stati Uniti furono però d’aiuto.
L’idea di aprire una nuova compagnia con Ken Wong non fu dimenticata. Nel 2007 venne fondata a Shanghai Spicy Horse, un'azienda indipendente per lo sviluppo di videogiochi.
Il primo gioco sviluppato fu American McGee's Grimm (distribuito però da GameTap), un gioco a episodi diviso in 23 parti. Inizialmente il gioco doveva avere uno stile simile ad American McGee's Alice, ma alla fine si rivelò adatto anche per un pubblico più vasto.
In seguito, fu sviluppato il secondo capitolo del successo di McGee: Alice: Madness Returns, in collaborazione con Electronic Arts e pubblicato il 14 giugno 2011.
Dopo questo grande successo, Spicy Horse si dedicò esclusivamente alla creazione di giochi online e per la piattaforma Android e iOS e creò una nuova azienda, Spicy Pony.
Dopo 10 anni e 10 videogiochi creati, il 23 luglio 2016 McGee annunciò sul suo blog la chiusura di Spicy Horse, che dall'avere più di 85 dipendenti da tutto il mondo per la creazione di Alice: Madness Returns, passò a soli 6 dipendenti.
Nello stesso annuncio McGee dichiarò che si sarebbe concentrato nello sviluppo di giochi in modo autonomo, lavorando a bordo della sua barca a vela, navigando nel sud-est asiatico. In questo bizzarro ambiente lavorativo McGee creò un peculiare progetto, Pirate Jam.

### Pirate Jam
Seguendo una routine costante di lavoro, ovvero 5 ore al giorno, 7 giorni su 7, insieme ad altri 6 partecipanti (Ed Kay, Matej Navara, Evan Greenwood, Tucker Abbott, Danny Day, Renee Blairs) furono realizzati 5 nuovi videogiochi scaricabili gratuitamente. Il progetto iniziò il 10 febbraio 2017 e terminò il 17 febbraio 2017.
Il tutto si svolse su due barche a vela, la SV Synchronicity, capitanata da McGee e la SV Esper, capitanata da Liz Cleere e Jamie Furlong.
La routine fu anche ricca di momenti di svago, come la pesca o le immersioni subacquee. Tutto il viaggio fu documentato e pubblicato su YouTube.
I giochi sviluppati furono: A Pirate's End, Ascend, The Devil I Know, Frosty the No Man, Mega Mech the Deckbuilder.

### Mysterious
Visto il successo della serie di videogiochi su Alice, Mcgee il 29 giugno 2015 aprì il proprio negozio online, con la collaborazione della fidanzata Yeni Zhang, stilista di moda. Il negozio propone oggettistica ispirata ai giochi di McGee, tutti fatti a mano e in numero limitato.

## Film
Dopo la realizzazione del videogioco su Alice, American McGee si adoperò affinché ne fosse realizzato un adattamento cinematografico, ma il progetto cadde nell'oblio per diversi anni. Inizialmente, i diritti cinematografici, posseduti da Electronic Arts furono venduti alla 20th Century Fox, per poi passare nel 2004 a Miramax Films e alla Dimension Films.
Nel 2005 vennero acquistati dalla Universal che dichiarò l'uscita del film nell'arco del 2008, mai avvenuta.
Nel 2013, con il successo del progetto Alice: Otherlands, McGee iniziò a lavorare alla sceneggiatura, fino a quando l'11 giugno 2014 annunciò che la realizzazione di un film era al momento impossibile, per una questione di mancanza di diritti cinematografici, che hanno un costo di $400.000.
McGee detiene comunque i diritti di creatore e produttore per un eventuale adattamento cinematografico.

## Giochi
| Anno | Titolo del gioco                              | Casa editrice                | Ruolo di McGee                                            |
| ---- | --------------------------------------------- | ---------------------------- | --------------------------------------------------------- |
| 1994 | Wolfenstein 3D                                | Atari                        | Tester                                                    |
| 1994 | Doom                                          | SEGA                         | Level Designer                                            |
| 1994 | Doom II: Hell on Earth                        | id Software                  | Level Designer                                            |
| 1995 | The Ultimate Doom                             | GT Interactive               | Level Designer                                            |
| 1995 | Doom                                          | WMS Industries               | Tester                                                    |
| 1996 | Quake                                         | id Software                  | Level Designer, Sound Designer, Tools Programmer          |
| 1996 | H!Zone                                        | WizardWorks Software         | Co-Producer                                               |
| 1996 | Hexen: Beyond Heretic                         | GT Interactive               | Co-Producer                                               |
| 1996 | Final Doom                                    | id Software, Atari           | Level Designer                                            |
| 1997 | Quake Mission Pack 1: Scourge of Armagon      | id Software                  | Level Designer                                            |
| 1997 | Quake Mission Pack 2: Dissolution of Eternity | id Software                  | Level Designer                                            |
| 1997 | Quake II                                      | Activision                   | Level Designer, Sound Designer, Tools Programmer          |
| 1997 | Doom 64                                       | Midway Games                 | Level Designer                                            |
| 1998 | Dominion: Storm Over Gift 3                   | Eidos Interactive            | Sound Designer                                            |
| 2000 | Timeline                                      | Eidos Interactive            | Co-Designer, Co-Writer                                    |
| 2000 | American McGee's Alice                        | Electronic Arts              | Creative Director, Co-Writer, Designer                    |
| 2004 | American McGee Presents: Scrapland            | Enlight                      | Producer                                                  |
| 2006 | Bad Day L.A.                                  | Enlight                      | Creative Director, Writer, Co-Designer                    |
| 2008 | American McGee's Grimm                        | Turner Broadcasting System   | Project Leader, Creative Director, Co-Writer, Co-Designer |
| 2009 | DexIQ                                         | Spicy Horse                  | Project Leader, Creative Director                         |
| 2010 | Crooked House                                 | Spicy Horse                  | Project Leader, Creative Director                         |
| 2011 | Alice: Madness Returns                        | Spicy Horse, Electronic Arts | Creative Director, Co-Writer, Designer                    |
| 2012 | BigHead Bash                                  | Spicy Horse                  |                                                           |
| 2012 | Crazy Fairies                                 | Spicy Horse                  |                                                           |
| 2012 | Akaneiro: Demon Hunters                       | Spicy Horse                  |                                                           |
| 2013 | The Gate                                      | Spicy Horse, Mobage          |                                                           |
| 2015 | Chains of Darkness                            | Spicy Horse                  |                                                           |
| 2015 | Heroes of Night                               | Spicy Horse                  |                                                           |
| 2016 | Critter Academy                               | Spicy Horse                  |                                                           |

## Crowdfunding
In questa sezione sono raccolti tutti i progetti di McGee, realizzati e non, proposti con il crowdfunding sulla piattaforma kickstarter.

### OZombie
Il gioco avrebbe dovuto essere un action/adventure game single-player e anche multiplayer, ambientato in una versione alternativa dell’universo di Oz, creato da L. Frank Baum, dal quale vennero ripresi i temi e i personaggi tratti da tutti i 14 libri. Le piattaforme di sviluppo sarebbero state Linux, macOS, PC Microsoft Windows e Tablet.
In merito a OZombie fu aperta una campagna kickstarter il 25 giugno 2013, con un obbiettivo di 950.000$ per lo sviluppo del gioco. Il 15 luglio 2013 il progetto fu cancellato per poter aprire una nuova campagna (in quanto su kickstarter non è possibile avere più campagne contemporaneamente).

### Alice: Otherlands
Questa campagna, iniziata il 16 giugno 2013, fu volta a sviluppare una serie di mini-film animati in 3D riguardanti Alice, la stessa protagonista dei videogiochi di McGee. Alice entra nelle menti di alcuni personaggi influenti del 1875, tra cui Jules Verne, Jack lo squartatore, Charles Darwin, la Regina Vittoria.
Lo sviluppo di questi corti cinematografici fu pensato per incentivare l’acquisizione dei diritti cinematografici di Alice, ad oggi non ancora avvenuta.
Nonostante vennero raccolti $222,377 su $200,000, solo due corti furono realizzati, ovvero:
- Alice Otherlands: Leviathan, in cui Alice entra nella mente di Jules Verne.
diretto da Edward Goin, animato in 3D.
- Alice Otherlands: A Night at the Opera, dove Alice deve recuperare la sua collana rubata, nella mente e con le musiche di Richard Wagner.
Diretto da Troy Morgan, animato con la tecnica dello stop-motion.

### Akaneiro: Demon Hunters
Un free-to-play ARPG ispirato alla fiaba di Cappuccetto Rosso unito al folklore e alla storia giapponese, che ne influenzano tutta l’ambientazione e il design.
Furono raccolti $204,680 a fronte dei $200,000 necessari allo sviluppo.
Una versione demo del gioco era già disponibile per il download il 31 gennaio 2013, ovvero due giorni prima della fine della raccolta fondi, sul sito ufficiale e su Kongregate.
Il 29 gennaio 2014 fu annunciato che il team di sviluppo di Akaneiro doveva passare da 15 dipendenti a soli 2, a causa degli investimenti onerosi non rientrati. Su circa $2 milioni spesi, ne furono recuperati solo $300.000.
Il fattore che incise maggiormente sullo scarso successo fu la mancanza della modalità multiplayer.
Al raggiungimento della quota richiesta nella raccolta fondi, sarebbero dovute uscire le versioni per Android, iOS e Linux ma non furono mai realizzate.
Il gioco fu pubblicato il 26 novembre 2014 sulla piattaforma Steam.

### Out of the Woods
Out of the Woods è un gioco da tavola che si ispira alle favole tradizionali, rivisitate in chiave macabra.
Tra le favole reinterpretate dal gioco ci sono La sirenetta, Cenerentola, Raperonzolo e molte altre.
La storia vede i giocatori sperduti in un bosco, dal quale devono riuscire a fuggire. L’ultimo giocatore rimasto è colui che viene mangiato dai lupi. 
La meccanica di gioco prevede da 2 a 4 giocatori con 8 carte ciascuno. A turno, ogni giocatore gioca una carta, che può essere di due tipi: “azione” o “personaggio”. La carta “azione” avrà degli effetti positivi o negativi, la carta “personaggio” non ha effetti, ma determina quale tipologia di carta potrà scartare il giocatore successivo. A seconda dei colori, le carte si dividono in casate: rosso per “Casata del Sangue”, giallo per “Casata dei Castelli”, grigio per “Casata delle Torri” ed infine altre due casate della quale non è stato ancora rivelato il colore: “Casata dei Lupi” e “Casata dei Trovatelli”.
L’obiettivo è di scartare tutte le proprie carte.
Per la campagna sono stati raccolti $259,744 a fronte dei $175,000 richiesti.
La produzione del gioco da tavolo è prevista per il 2018.
Visto il grande successo della raccolta fondi, oltre al gioco da tavolo saranno disponibili anche un libro da colorare, una serie di poster, un tabellone a tema e un libro contenente le illustrazioni.

## Curiosità
Il primo videogioco che portò McGee al successo fu American McGee's Alice, che ha la particolarità di contenere nel titolo del gioco il nome del creatore del gioco stesso. Il motivo di questa decisione particolare, ripresa anche in altri successivi giochi, fu spiegata da McGee, in risposta ad una domanda posta in un 'Ask me Anything' su Reddit del 2015, dove gli venne chiesto il motivo per il quale fosse usato il suo nome nei titoli. McGee rispose:
(McGee)